# San Francisco, Xiutetelco
San Francisco är en ort i Mexiko.   Den ligger i kommunen Xiutetelco och delstaten Puebla, i den sydöstra delen av landet, 190 km öster om huvudstaden Mexico City. San Francisco ligger 2 013 meter över havet och antalet invånare är 3 054.
Terrängen runt San Francisco är bergig. Runt San Francisco är det ganska tätbefolkat, med 149 invånare per kvadratkilometer. Närmaste större samhälle är Teziutlan, 5,6 km nordväst om San Francisco. I omgivningarna runt San Francisco växer huvudsakligen savannskog.